# Astiphromma alsium
Astiphromma alsium là một loài tò vò trong họ Ichneumonidae.